# Linea di successione al trono dell'Arabia Saudita

Lo stendardo reale saudita.

L'emblema della monarchia saudita.

La linea di successione al trono dell'Arabia Saudita è determinata all'interno della casa di Saud. La regola è molto vicina al criterio dell'anzianità, ma un principe può essere promosso o retrocesso nella linea.
Dal 21 giugno 2017 il principe della corona saudita è Muhammad bin Salman (nato nel 1985), primo vice-primo ministro, figlio dell'attuale re Salmān.

## Precedenti designati alla successione
Re ʿAbd Allāh dell'Arabia Saudita nominò il suo fratellastro Sulṭān b. ʿAbd al-ʿAzīz Āl Saʿūd come principe ereditario. C'erano almeno tre fratelli più grandi di Sultan, ma sono stati saltati per motivi di salute, o di famiglia, o perché non si sono mai interessati della gestione della cosa pubblica. In seguito della morte di Sulṭān avvenuta il 21 ottobre 2011, è stato nominato principe ereditario Nāyef b. ʿAbd al-ʿAzīz Āl Saʿūd, un altro fratellastro del re. Nāyef è però deceduto il 16 giugno 2012 ed è stato nominato principe della corona il fratellastro del re Salmān bin ʿAbd al-ʿAzīz Āl Saʿūd, salito al trono dopo la morte di re ʿAbd Allāh, avvenuta il 23 gennaio 2015.
Re Salman ha prima nominato principe della corona il fratellastro Muqrin il 23 gennaio 2015 per poi sostituirlo con il nipote Mohammed bin Nayef, anche ministro dell'Interno, il giorno 29 aprile dello stesso anno. Il 21 giugno 2017 ha infine nominato a questo titolo il figlio Muhammad, che è anche ministro della Difesa.

## Consiglio di Fedeltà
Nel mese di ottobre 2006 ʿAbd Allāh ha annunciato la creazione del consiglio della Bayʿa (Consiglio di Fedeltà o consiglio di alleanza). Questo organo ha la funzione di garantire la transizione del potere nel caso in cui il re o il principe ereditario siano inabili a regnare. Questo, insieme ad un precedente decreto, ha aperto la possibilità anche ai nipoti di re ʿAbd al-ʿAzīz di ascendere al trono. Al di là dell'età, i fattori che vengono tenuti in considerazione per essere candidati alla successione sono:
- avere il sostegno della casa di Saʿūd
- capacità di governare
- affiliazioni tribali e origini certe della madre del candidato
- religiosità
- accettazione da parte degli ʿulamāʾ
- sostegno da parte della comunità
- popolarità fra la cittadinanza saudita